# Csingiling és a Soharém legendája
A Csingiling és a Soharém legendája (eredeti cím: Legend of the NeverBeast) 2014-ben bemutatott amerikai 3D-s számítógépes animációs film, amely a Csingiling-filmek hatodik és egyben utolsó része. Az animációs játékfilm rendezője Steve Loter, producerei Makul Wigert és Michael D’Sa. A forgatókönyvet Kate Kondell, Mark McCorkle, Tom Rogers és Robert Schooley írta, a zenéjét Joel McNeely szerezte. A mozifilm a DisneyToon Studios gyártásában készült, a Walt Disney Studios Motion Pictures és a Walt Disney Studios Home Entertainment forgalmazádában jelent meg.
Angliában 2014. december 12-én, Amerikában 2015. március 3-án, Magyarországon 2015. február 5-én mutatták be a mozikban.

## Szereplők
- További magyar hangok: Mezei Léda, Nikas Dániel, Sipos Eszter Anna, Tóth Nikolett
- Énekhangok: Bereczki Zoltán, Fellegi Lénárd, Janza Kata, Koós Réka, Óvári Éva, Péter Barbara, Posta Victor, Szabó Máté

## Televíziós megjelenések
- HBO 2, HBO, HBO Comedy, Paramount Network
- Film+, Viasat 3, RTL Klub